# Ivar Iversen
Ivar Iversen (* 24. August 1914 in Oslo; † 19. August 2012 ebenda) war ein norwegischer Kanute.
Er nahm bei den Olympischen Sommerspielen 1936 in Berlin an den Wettkämpfen im Einer-Kajak über 1000 Meter teil. Dort erreichte er das Finale, in dem er jedoch auf dem letzten Platz ins Ziel kam. Nach dem Zweiten Weltkrieg war er Teil der des norwegischen WM-Teams bei den Weltmeisterschaften 1948 in London. In der 4 × 500-m-Staffel holte er mit dem Team Silber. Für die zeitgleich in London ausgetragenen Wettkämpfe der Olympischen Sommerspiele hatte sich Iversen jedoch nicht qualifiziert.
Während seiner aktiven Zeit gewann Iversen fünf norwegische Meistertitel.
Nach seiner sportlichen Karriere arbeitete er als Handelsvertreter und Bürokaufmann in Oslo. Er starb 2012 kurz vor seinem 98. Geburtstag.